# Johan Mardell
Johan Magnus Evert Mardell, född 19 februari 1962, är en svensk film- och TV-producent och mediechef.
Mardell har en bakgrund som dramaproducent på Sveriges Television. År 1994 blev han biträdande programchef på Kanal 1 Drama under Ingrid Dahlberg. Under en period år 1996 efter att Dahlberg slutat och innan Maria Curman rekryterats som ny dramachef var han tillförordnad dramachef. År 2000 slogs SVT Drama Stockholm ihop med "SVT Region Stockholm" som producerade nöjes-, barn-, kultur- och andra program. Mardell blev chef för denna sammanslagna enhet som fick namnet "SVT Fiktion".
År 2002 lämnade han SVT för att bli produktionschef på Svensk filmindustri. Som sådan var han bland annat exekutiv producent för Arn: tempelriddaren och Van Veeteren-filmerna.
År 2008 lämnade han SF för det nya produktionsbolaget Pampas Produktion som han grundade med Rolf Sohlman.
År 2018 utsågs Mardell till verksamhetsledare för Filmregion Sydost, det regionala filmresurscentret för Blekinge, Kronobergs och Kalmar län.